# Volxsturm
Volxsturm war eine deutsche Oi!-Band. Sie wurde im Jahre 1991 in Schwerin gegründet und löste sich nach einem letzten Konzert in Eberswalde im Dezember 2019 auf.

## Geschichte
Im Unterschied zu den meisten Oi!-Bands der 1980er Jahre beriefen sich Volxsturm in ihrer Gründungszeit nicht lediglich auf die Skinhead-, sondern ebenfalls auf die Punkszene. Dieser United-Gedanke entsprach dem Zeitgeist der Skinheadszene der 1990er Jahre in Deutschland und kommt auch in den frühen Texten der Band zum Ausdruck.
Der Name Volxsturm wurde in den Anfangstagen des Musikprojekts an die Tür des damaligen Proberaumes geschrieben und dann als Bandname beibehalten. Aufgrund seiner Schreibweise ist er als Wortspiel aus Deutschem Volkssturm und der politisch linken Volxküche zu verstehen. Die Band selbst sah ihren Namen als Provokation, distanzierte sich von politischen Extremen und ordnete sich als antifaschistisch und politisch eher links stehend ein.
Volxsturm bezeichneten ihre Art des Punkrocks als „Chaos Rock’n’Roll“.
In den Anfangstagen der Band fanden einige Besetzungswechsel statt. Im Jahr 2009 verließ David Stahmer die Band, seinen Platz nahm der Gitarrist der Schweriner Hardcore-Band Ground Zero Marcus ein.
Ex-Bandmitglied Stahmer war bis zu deren Auflösung als Gitarrist bei Smegma aktiv, er singt und spielt jetzt Gitarre bei seiner neuen Band Heiamann.
Volxsturm war bei Sunny Bastards Records unter Vertrag.
Das 2015 veröffentlichte Album Massenuntauglich schaffte es erstmals in die Charts. Bei diesem Album hat Ferdy Doernberg als Bläser und Akustikgitarrist mitgewirkt. Seitdem ist er auch gelegentlich als Live-Musiker mit auf Tour.
Sänger Rene „Hinkel“ Hinkelmann verließ die Band 2017, ihn ersetzte Robert.

## Diskografie
- Alk vereint (Demo 1994, Eigenproduktion)
- Oi! (EP 1995, Nordland Records)
- Oi! is Fun! (CD/LP 1996, Nordland Records)
- Mach die Augen auf (CD/LP 1998, Nordland Records)
- Split mit Maul Halten (1999/2000, Streetmusic Berlin)
- Bi uns to Hus (CD/LP 2002, DSS Records)
- Alk vereint (One-Site-LP 2004, Hörsturzproduktion)
- Split mit Ultimo Asalto (7", 2005, Randale Records)
- Split mit Broilers – Good Fellas Never Split (2006, DSS Records)
- Lichter meiner Stadt (CD/LP 2006, DSS Records)
- Immer hart am Wind (Doppel-CD + DVD 2009, DSS Recors/ Doppel-LP 2009, Contra Records)
- Split mit Harrington Saints – 40 Years… and still going strong (7", 2009, Contra Records / Longshot Music)
- Ein kleines bisschen Wut (CD/DVD/LP 2011, Sunny Bastards/ Contra Records)
- Gegenschlag (12″ Maxi-Single, 2014, Sunny Bastards)
- Massenuntauglich (CD, 2015, Sunny Bastards)